# Samuel Dickstein (mathématicien)
Samuel Dickstein, né en 1851 et décédé en 1939, est un mathématicien, pédagogue, et historien des sciences, considéré comme un des chefs de file des intellectuels du royaume de Pologne.

## Biographie
Samuel Dickstein est né à Varsovie le 12 mai 1851. De 1884 à 1916, il occupe un poste au comité exécutif de la communauté juive de Varsovie, responsable principalement des questions concernant les écoles juives. Il est un militant du mouvement assimilationniste.
Fort de l'autorité et du respect que même les opposants à l'assimilation lui reconnaissent, Dickstein va jouer le rôle d'arbitre informel dans les disputes internes qui secouent la communauté, et tout particulièrement entre le rabbinat orthodoxe et les membres progressistes du comité exécutif. À la suite de son arbitrage, plusieurs écoles juives sont ouvertes sous les auspices de la communauté avec des programmes d'instruction modernes et une alliance informelle se crée entre les assimilationniste et les membres de la dynastie hassidique de Gour, empêchant les sionistes de devenir membres du comité exécutif de la communauté dans les années précédant la Première Guerre mondiale.
Dickstein encourage de façon active la polonisation de population juive, et jouit ainsi d'une grande autorité auprès de l'élite polonaise. Il accomplit de nombreuses fonctions bénévoles lors de la création de l'État polonais, et est nommé curateur du musée Mathias Bersohn d'antiquités juives qu'il réorganise et dont il inventorie la collection. En même temps, il travaille comme enseignant, et début 1870, donne des cours dans une école de commerce. De 1878 à 1888, il dirige une école élémentaire juive privée de quatre classes, fondée par Jan Berson, et de 1891 à 1901, il enseigne dans une école secondaire qui se spécialise en mathématiques. Ces deux dernières écoles ont adopté un programme moderne d'instruction comprenant l'éducation physique. Elles vont être fermées par les autorités tsaristes. Dickstein va alors enseigner clandestinement à des groupes de jeunes chez des membres de l'intelligentsia de Varsovie. Il est réputé parmi les nationalistes polonais et le milieu scientifique. Il est actif aussi bien dans les associations philanthropiques juives que générales.
Comme partisan des sciences exactes et de la science de la pédagogie, Dickstein publie une série de revues dans les années 1870 et 1880. Parmi ses textes concernant l'histoire de la science, Hoene Wroński, jego życie i prace (Hoene Wroński, sa vie et son œuvre), publié en 1896, décrit les théories philosophico-mystiques de Wronski, qui ont influencé le romantisme polonais, comme inspirées de la Kabbale hassidique. À partir de 1893, Dickstein est membre de l'Académie polonaise des arts et sciences. En 1906, il est élu président de l'Association du conseil scientifique, devenue plus tard l'Université libre, une institution académique ayant le caractère d'une université, mais sans les restrictions imposées aux Juifs et aux femmes dans les autres institutions.
Dickstein enseigne les mathématiques à l'université de Varsovie à partir de 1919. Dans l'entre-deux-guerres, il est membre d'associations académiques en Pologne et à l'étranger, et est aussi président d'un petit parti, les néo-assimilationniste, qui a été créé en 1918.
Dickstein meurt le 28 septembre 1939 tué à Varsovie par une bombe allemande au début de la Seconde Guerre mondiale. Il est enterré dans le cimetière juif de la rue Okopowa à Varsovie (carré 20, allée 4),.
Par sa femme, Paulina Emilia, il est apparenté à la famille Natanson, une riche famille de banquiers, industriels, philanthropes et érudits. Son plus jeune frère Szymon, connu sous le nom de Jan Młot, est un naturaliste et partisan de la première heure du socialisme polonais, un idéologue du Proletariat, une organisation secrète socialiste, et le traducteur du Das Kapital de Karl Marx en 1881 ainsi que des œuvres de Charles Darwin en polonais.
Sa fille et la grande majorité de sa famille périssent pendant la Shoah.

## Critique de ses pairs
Vers la fin de sa vie, Dickstein enseigne les mathématiques à l'ancienne.
Le mathématicien Kazimierz Kuratowski écrit que : 
« Dickstein n'était pas un savant créateur remarquable et certainement ses cours présentaient une algèbre quelque peu dépassée; Ils étaient cependant des cours excellemment structurés par un passionné pour les mathématiques, qui infectaient les jeunes adeptes des mathématiques de son ardeur; ce qui était loin d'être négligeable pour la nouvelle équipe de la science polonaise renaissante. »

## Son œuvre (liste partielle)
- Karol Hertz et Samuel Dickstein: Teorya liczb złożonych i ich funkcyi (Théorie des nombres complexes et de leurs fonctions); 1875
- Samuel Dickstein: Wiadomość o pracach z dziedziny geometryi wielowymiarowej (Informations sur les travaux dans le domaine de la géométrie multidimensionnelle); 1888
- Samuel Dickstein: O metodzie teleologicznej Hoene-Wrońskiego rozwiązywania równań algebraicznych (La méthode téléologique de Hoëné-Wronski  pour résoudre les équations algébriques); 1889
- Samuel Dickstein: Foronomia Wrońskiego (La phoronomie de Wronski); 1890
- Samuel Dickstein: Kanony logarytmów Hoene-Wrońskiego (Canons des logarithmes de Hoëné-Wronski); 1890
- Samuel Dickstein, Wiadomość bibliograficzna o badaniach historyczno-matematycznych w Polsce  (Message bibliographique sur la recherche mathématique et historique en Pologne); 1890
- Samuel Dickstein, Pojęcia i metody matematyki (Concepts et méthodes des mathématiques); 1891
- Samuel Dickstein, Matematyka i rzeczywistość (Mathématiques et réalité); 1893
- Samuel Dickstein, Kilka słów o literaturze matematycznej polskiej w ciągu dwudziestolecia (Quelques mots sur la littérature mathématique polonaise pendant la vingtaine d'années: 1873-1892); 1895
- Samuel Dickstein, Kopernik i odkrycia geograficzne za jego czasów (Copernic et les découvertes géographiques à son époque); 1896
- Samuel Dickstein, O najnowszych badaniach nad podstawami matematyki (Sur les dernières recherches en principes fondamentaux des mathématiques);  1905
- Adam B. Danielewicz, Samuel Dickstein, Zarys arytmetyki politycznej (Un aperçu de l'arithmétique politique); 1910
- Samuel Dickstein, Jan Śniadecki, jako mistrz i krzewiciel nauk matematycznych w Polsce (Jan Śniadecki, en tant que maître et promoteur des sciences mathématiques en Pologne); 1931